# Gian Lodovico I Pallavicino
Gian Lodovico I Pallavicino (1425 – Cortemaggiore, 1481) è stato un ambasciatore e politico italiano, primo marchese di Cortemaggiore.

## Biografia
Era figlio terzogenito di Rolando il Magnifico e di Caterina Scotti (?– 1468) di Agazzano.
Creato cavaliere nel 1450, visse alla corte degli Sforza di Milano, dove ricoprì importanti incarichi, tra i quali quello di consigliere ducale e di ambasciatore. Fu testimone al matrimonio di Ippolita Maria Sforza con Alfonso II di Napoli. Ebbe l'investitura del suo feudo nel 1458 da Francesco Sforza e confermato da Galeazzo Maria Sforza nel 1470.
Nel 1479, con il contributo di Maffeo del Carretto da Como, architetto del Duca di Milano, progettò e costruì ex novo la nuova capitale dello Stato, Cortemaggiore che rimane uno dei pochi esempi di città edificata secondo i principi della città ideale dettati da Leon Battista Alberti. Fece edificare la Chiesa dell'Annunziata, la Rocca (abbattuta nel 1809) e il Palazzo Pallavicino.
Morì nel 1481 e venne sepolto nella basilica di Santa Maria delle Grazie a Cortemaggiore. Qui nel 2020, all'interno di una parete che separava il mausoleo da un locale di servizio, venne scoperta casualmente, grazie al deterioramento del muro, una scatola lignea indicante i nomi del marchese Gian Lodovico e della moglie.

## Discendenza
Gian Lodovico sposò Anastasia Torelli (?– 1488), figlia di Cristoforo I Torelli, ed ebbero un figlio:
- Rolando (Orlando) II (?– 1509), detto il Gobbo, suo successore[2]